# Захаћ
Захаћ (алб. Zahaq) је насељено место у општини Пећ, на Косову и Метохији. Према попису становништва из 2011. у насељу је живело 1.120 становника.

## Становништво
Према попису из 2011. године, Захаћ има следећи етнички састав становништва:
| Националност | 2011.          |
| Албанци      | 1.040 (92,86%) |
| Роми         | 54 (4,82%)     |
| Египћани     | 19 (1,69%)     |
| Турци        | 5 (0,44%)      |
| недоступно   | 2 (0,19%)      |
| Укупно       | 1.120          |

| Демографија | Демографија | Демографија |
| Година      | Становника  | Становника  |
| ----------- | ----------- | ----------- |
| 1948.       | 418         |             |
| 1953.       | 469         |             |
| 1961.       | 604         |             |
| 1971.       | 782         |             |
| 1981.       | 1.151       |             |
| 1991.       | 1.337       |             |
| 2011.       | 1.120       |             |